# هنري ساينت جون، نبيل بولينغبروك
هنري ساينت جون (بالإنجليزية: Henry St John, 1st Viscount Bolingbroke)، فيكونت بولينغبروك الأول، (16 سبتمبر 1678 - 12 ديسمبر 1751) كان رجل دولة إنجليزي ومسؤولا حكوميا وفيلسوفا سياسيا. كان زعيمًا من المحافظين، وأيد كنيسة انكلترا لتصبح كنيسة قومية على الرغم من وجهات نظره الربوبية المعادية للدين. في 1715، دعم التمرد يعقوبي عام 1715 الذي سعى إلى الإطاحة بالملك جورج الأول، وهرب إلى فرنسا أصبح وزيرا للخارجية لمدعي العرش. تم وصمه بالخيانة، لكنه عكس مساره وسمح له بالعودة إلى إنجلترا في 1723. يعرف عنه كذلك أنه كان الفيلسوف الأساسي لحزب البلد.

## روابط خارجية
- هنري ساينت جون، نبيل بولينغبروك على موقع الموسوعة البريطانية (الإنجليزية)